# Gizele Oliveira
Gizele Oliveira née le 7 mai 1993 est une mannequin brésilienne connue pour avoir défilé pour la marque Victoria's Secret. 

## Carrière
Elle est recrutée par l'agence de mannequinat IMG Models dans la ville de New York en 2014. Elle fait son premier défilé avec la marque italienne Dolce & Gabbana. Elle fait partie des anges de la marque Victoria's Secret et défile lors du Victoria's Secret Fashion Show deux années consécutives en 2017 et en 2018,.